# لانديس أرنولد
لانديس أرنولد (بالإنجليزية: Landis Arnold)‏ هو متزلج قفز أمريكي، ولد في 6 أغسطس 1960 في بولدر في الولايات المتحدة.

## وصلات خارجية
- لانديس أرنولد على موقع الاتحاد الدولي للتزلج (القفز التزلجي) (الإنجليزية)
- لانديس أرنولد على موقع أوليمبيديا (الإنجليزية)